# Курматура (Прахова)
Курматура (рум. Curmătura) насеље је у Румунији у округу Прахова у општини Пакуреци. Oпштина се налази на надморској висини од 298 m.

## Становништво
Према подацима из 2002. године у насељу је живело 367 становника, од којих су сви румунске националности.